# Pseudorchis albida
Pseudorchis albida là một loài thực vật có hoa trong họ Lan. Loài này được (L.) Á.Löve & D.Löve miêu tả khoa học đầu tiên năm 1969.

## Hình ảnh

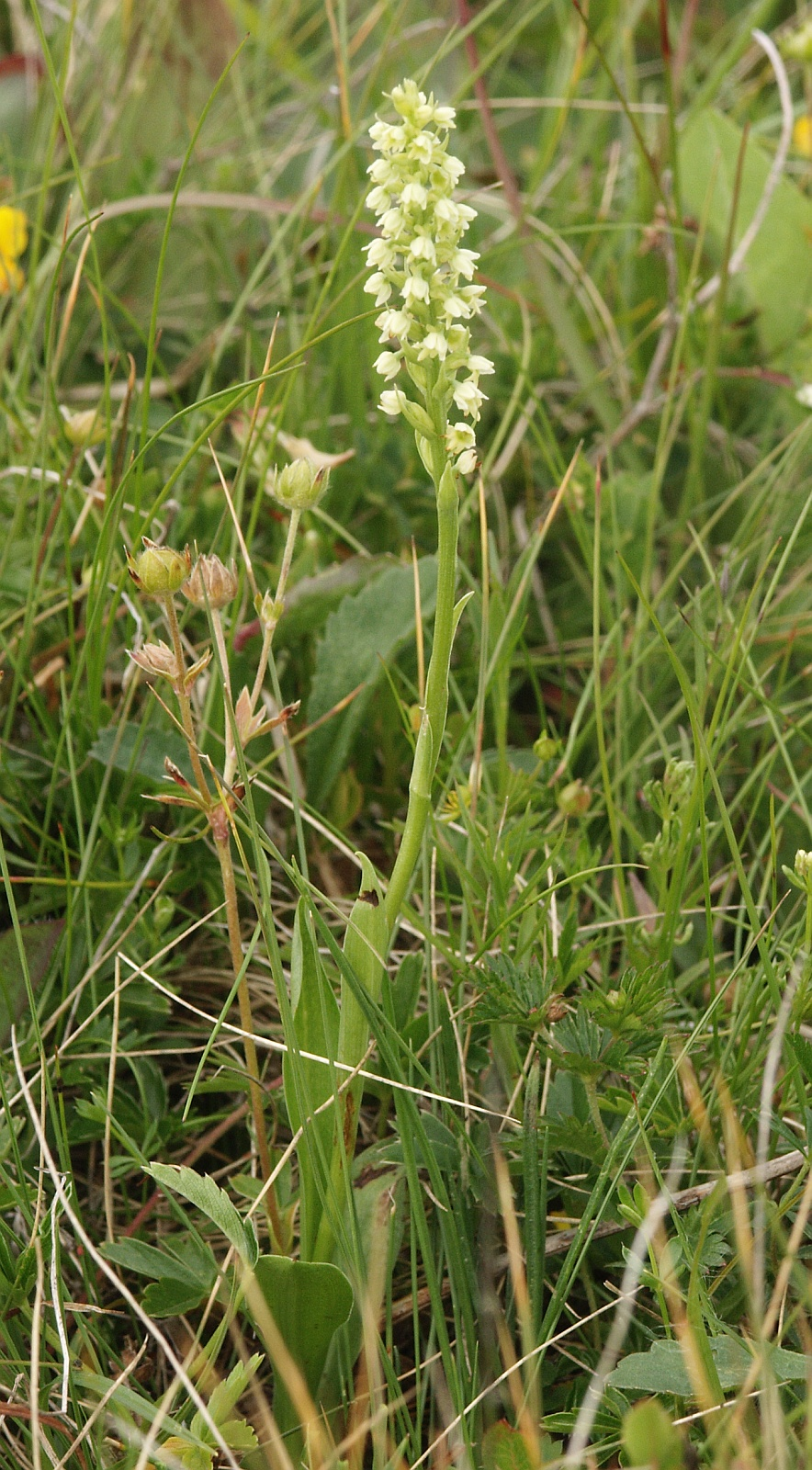
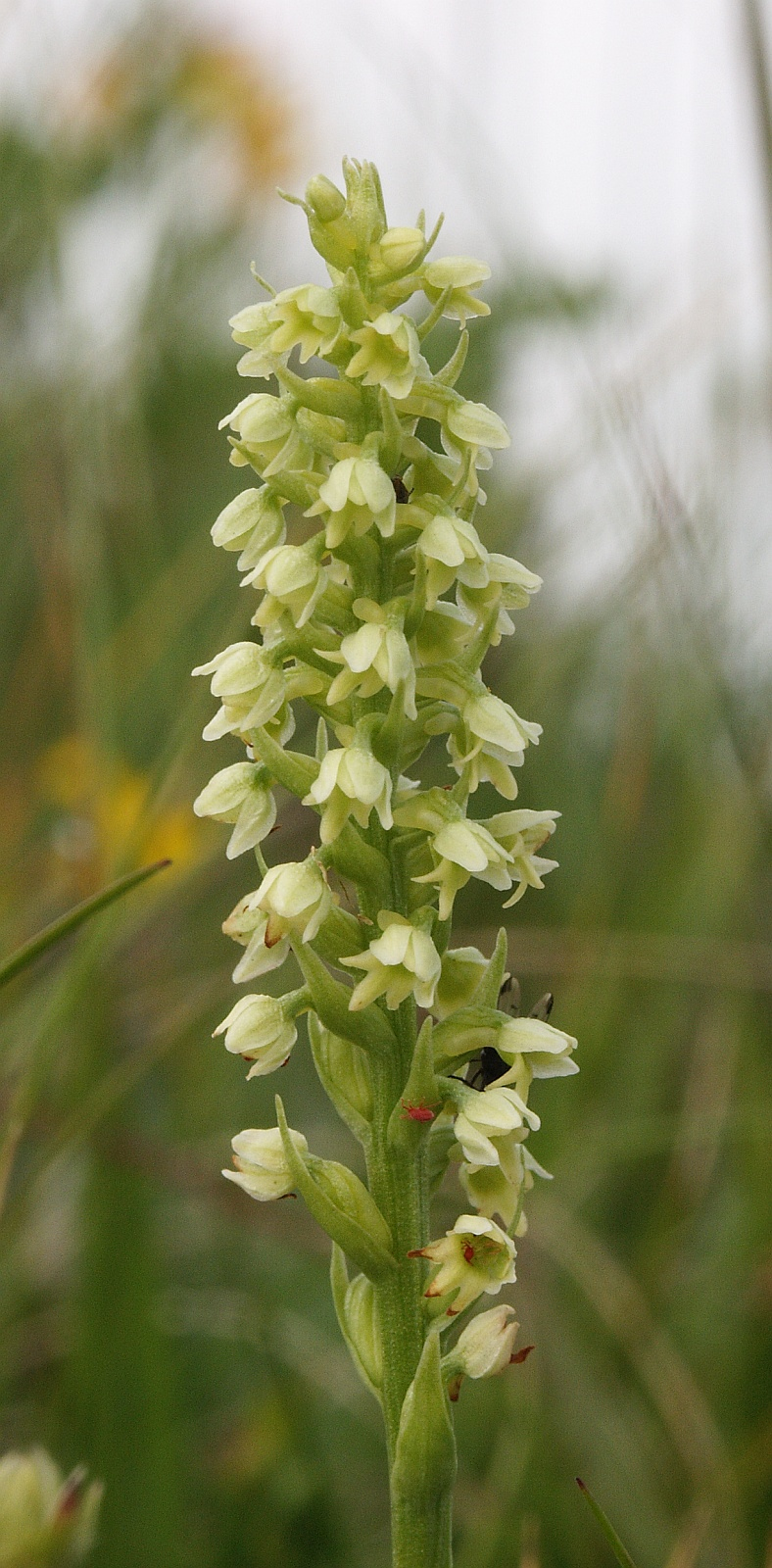
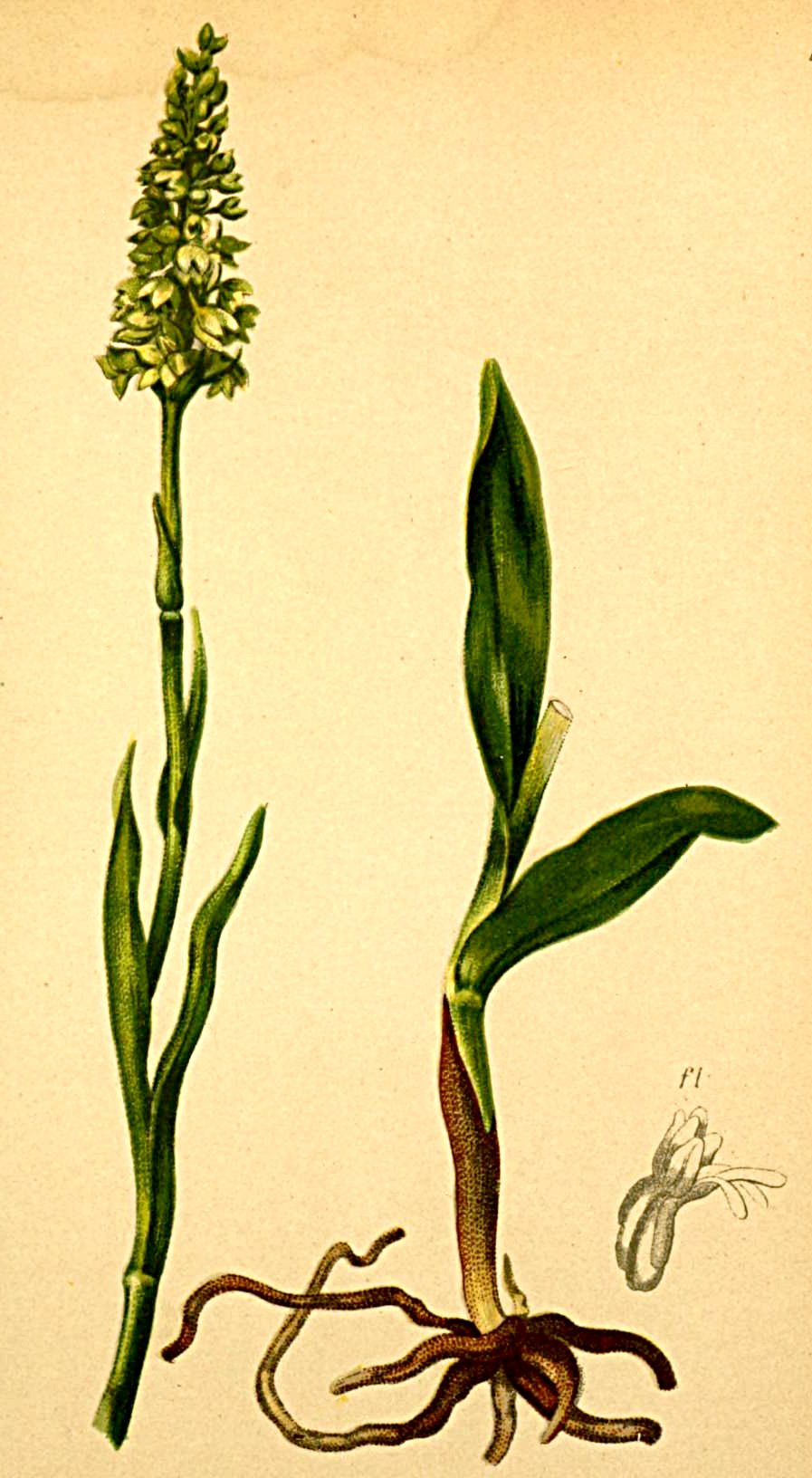
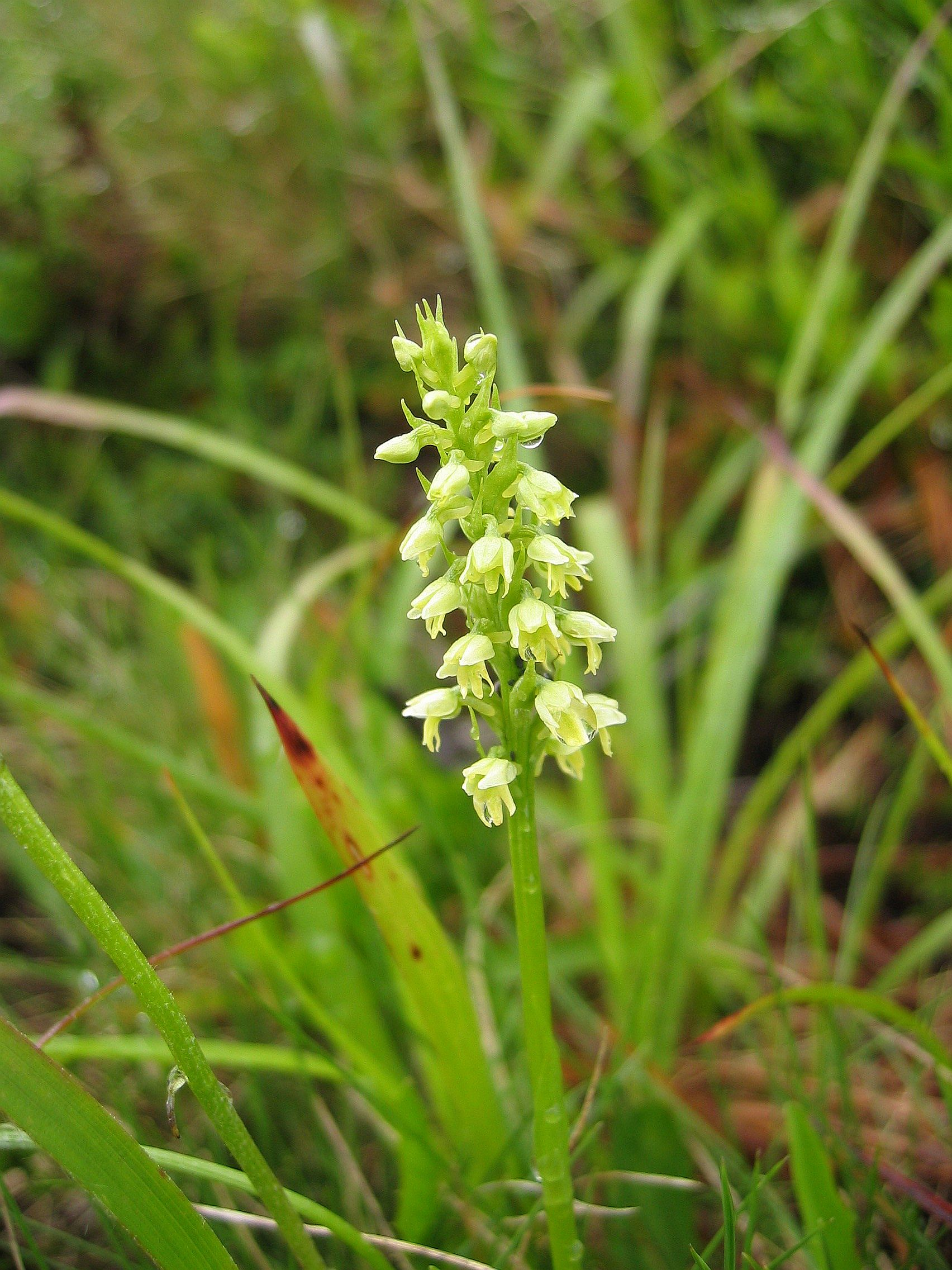